# Maurycja Czarnocka
Maurycja Czarnocka – polska działaczka narodowa, oświatowa i społeczna w guberni mińskiej, filantropka, ziemianka.
Pochodziła z ziemiańskiej rodziny Czarnockich z Lecieszyna w guberni mińskiej. Była aktywna w polskich organizacjach narodowych i w tworzeniu tajnych, a później legalnych polskich szkół w Mińsku. Wraz z księdzem Michalkiewiczem współtworzyła polską tajną bibliotekę i czytelnie w Mińsku. W 1903 utworzyła dwie ochronki dla polskich dzieci w Mińsku: zakład św. Józefa dla dziewcząt i zakład św. Kazimierza dla chłopców. Zakłady utrzymywała z własnych środków finansowych i datków. Prowadziła w nich naukę języka polskiego, historii Polski, katechizmu oraz naukę zawodu. Przy zakładach działały jadłodajnia, pralnia, zakład koszykarski, introligatornia, szwalnia, pracownia robót kościelnych. Czarnocka uczestniczyła w organizowaniu kolonii letnich dla biednych dzieci i należała do seminarium nauczycielek ludowych w Mińsku. Działała również w Polskim Towarzystawie Oświata. W 1914 roku utworzyła legalną polską szkołę w Mińsku.    
W 1918 po wkroczeniu bolszewików do Mińska, została aresztowana i uwięziona. Przez dziesięć miesięcy była więziona kolejno w Mińsku, Smoleńsku i Bobrujsku. Wolność odzyskała poprzez wymianę zakładników pomiędzy bolszewikami a Wojskiem Polskim. W 1921 po zawarciu traktatu ryskiego wyjechała z Mińska do Mławy gdzie zorganizowała katolickie stowarzyszenia ubogiej młodzieży. Tamże zmarła.